# أرتور تشارلز
أرتور تشارلز (بالهولندية: Arturo Charles)‏ هو مدرب كرة قدم ولاعب كرة قدم هولندي، ولد في القرن 20 في جزر الأنتيل الهولندية في مملكة هولندا.

## وصلات خارجية
- أرتور تشارلز على موقع ناشيونال فوتبول تيمز (الإنجليزية)